# Wał przeciwpowodziowy

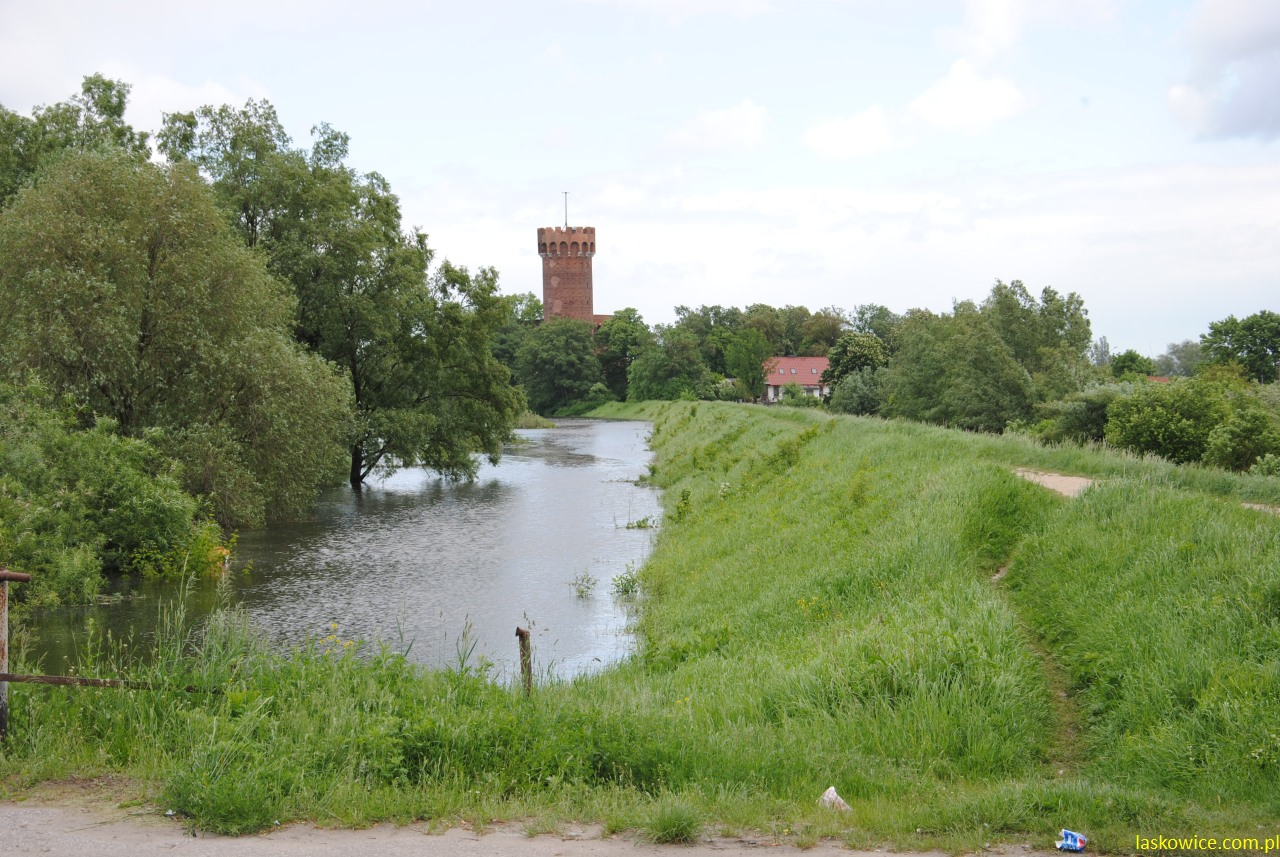
Wał przeciwpowodziowy nad Wdą w Świeciu (po lewej stronie wału widoczny podtopiony teren)

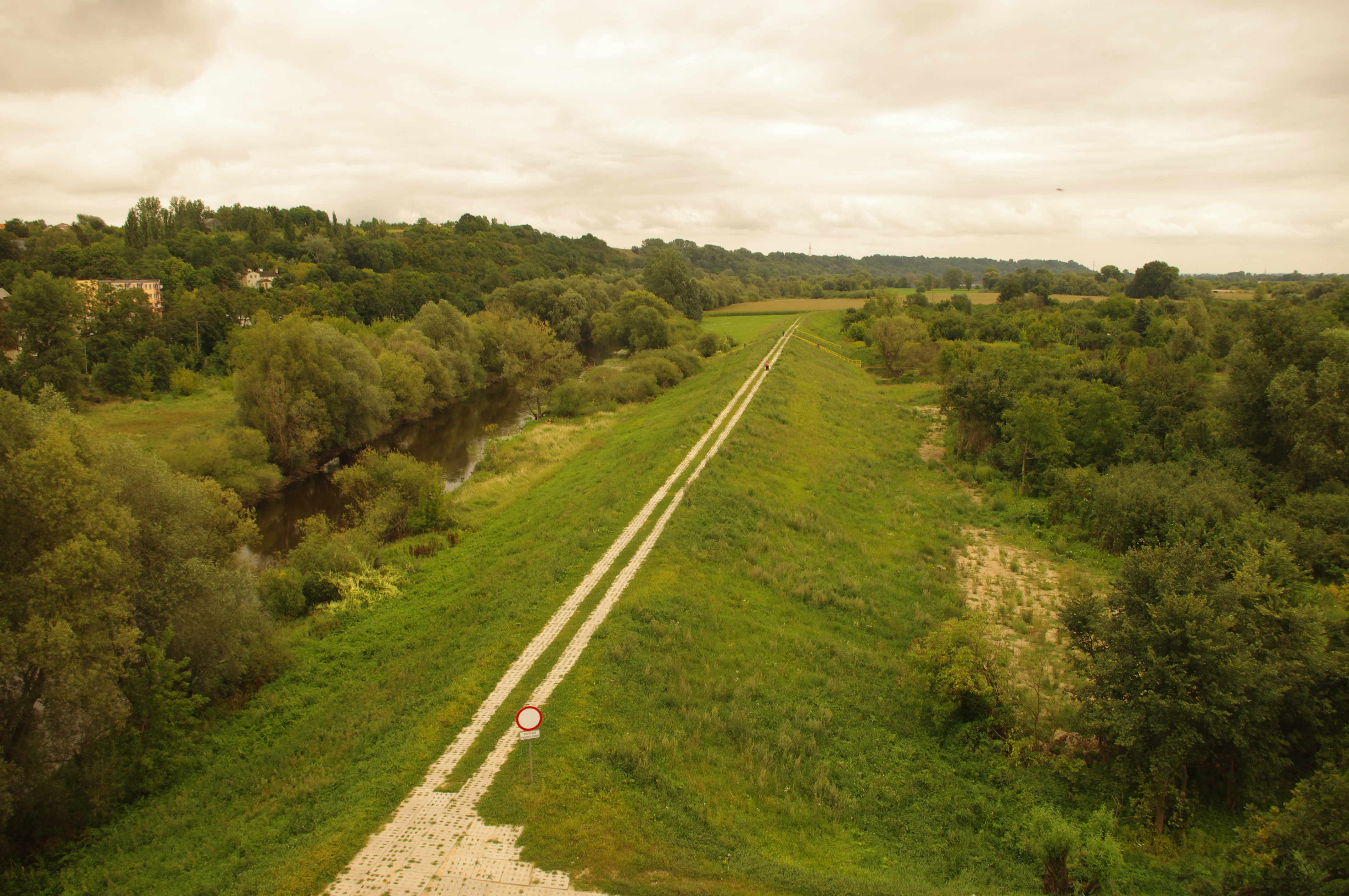
Widok z wieży zamku krzyżackiego w Świeciu na wał przeciwpowodziowy

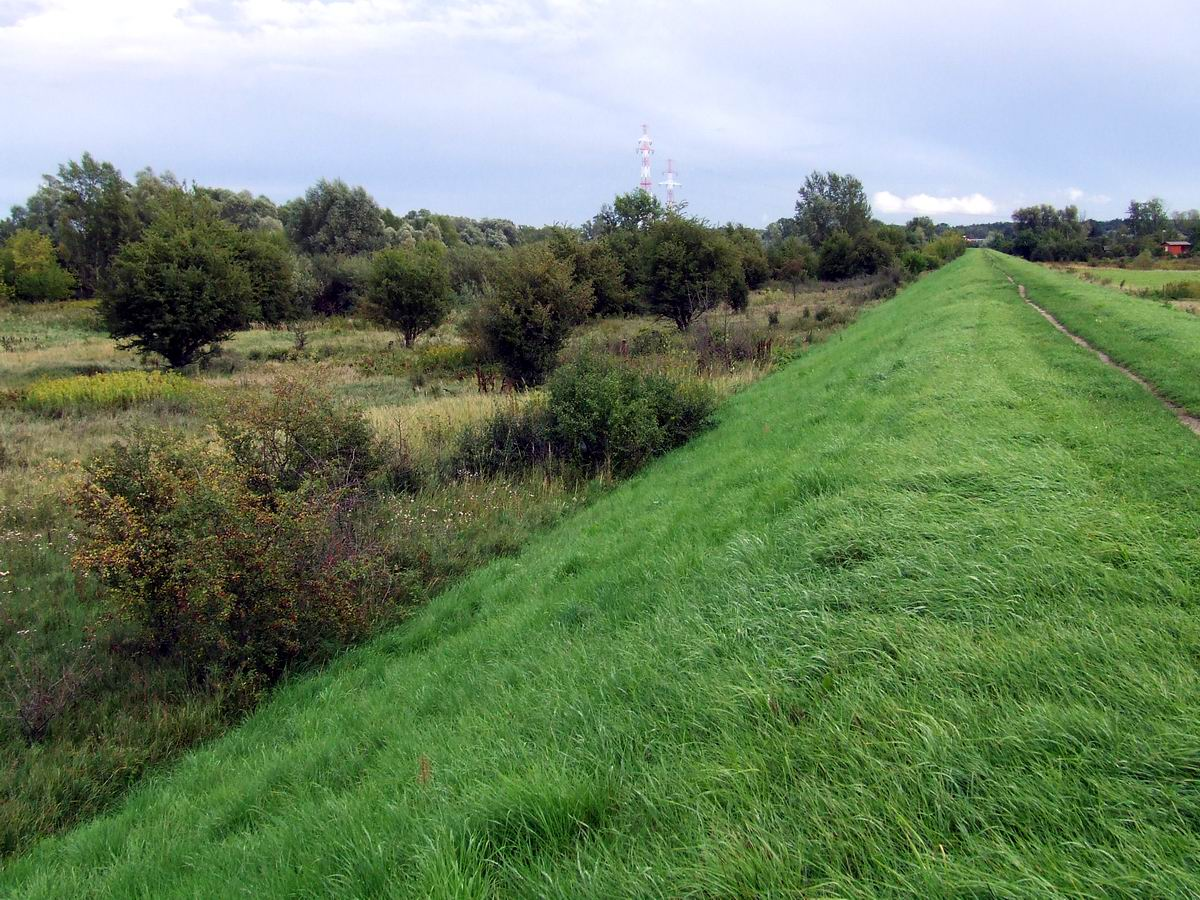
Wał przeciwpowodziowy nad Wisłą w Łomiankach

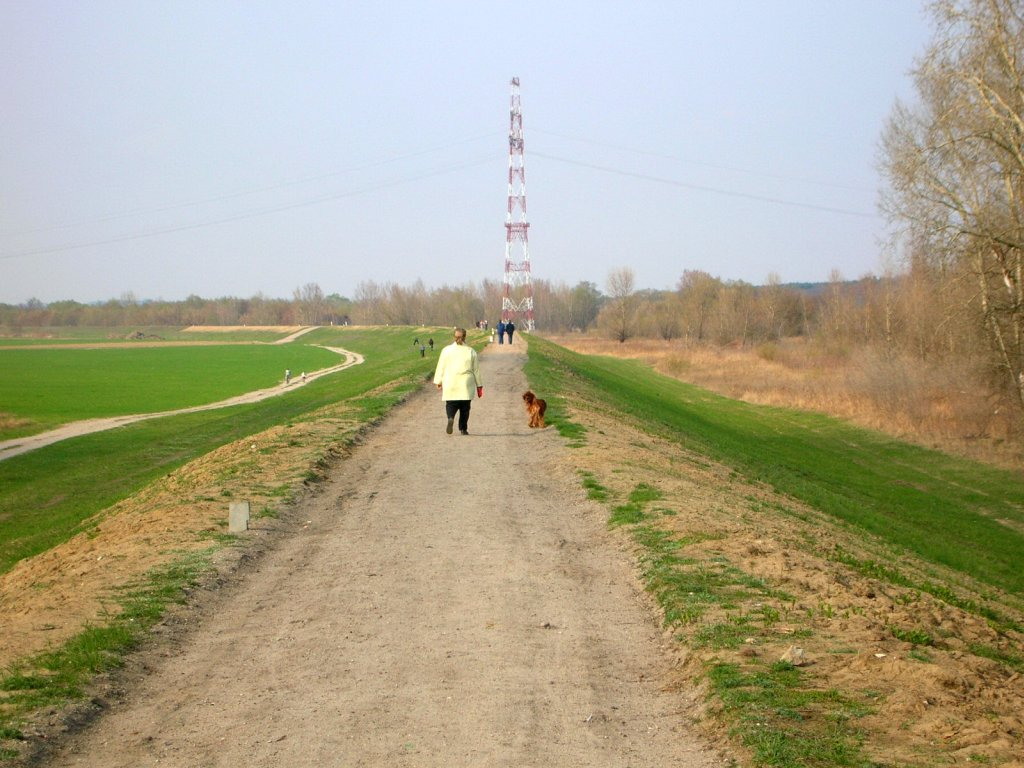
Wał przeciwpowodziowy nad Wisłą w Bydgoszczy-Fordonie

Wał przeciwpowodziowy – sztuczne usypisko w kształcie pryzmy najczęściej o trapezowym przekroju poprzecznym. Wznoszone wzdłuż rzeki w pewnym oddaleniu od jej koryta, które otaczając tereny zalewowe wzdłuż rzeki (międzywale) tworzy większe koryto (a w praktyce czasami także pewien rezerwuar) dla przewidywanych wód powodziowych, przeciwdziałając jednocześnie rozlaniu się tych wód na chronione w ten sposób tereny sąsiednie (zobacz: polder). Zazwyczaj ma znaczną długość, odpowiednio do ukształtowania doliny i chronionych przed zalaniem terenów zagospodarowanych.

## Konstrukcja
Wał może mieć różną konstrukcję, zależną od dostępnych materiałów oraz warunków lokalnych. Generalnie przyjmuje formę trapezoidalną z rdzeniem wykonanym z nieprzepuszczalnego materiału np. gliny, zastosowaniem ścianki szczelnej, maty bentonitowej bądź innych materiałów. Odpowiednia szerokość oraz właściwe zagęszczenie materiału stanowiącego pryzmę wokół rdzenia mają na celu wstrzymanie naporu wody przez przewidziany czas, zazwyczaj nie dłuższy niż kilka dni. Jeśli wał znajduje się bezpośrednio na gruncie przepuszczalnym, lub jest wykonany z przepuszczalnych gruntów, to bez odpowiedniego uszczelnienia może dojść do przebicia hydraulicznego, co skutkuje przepuszczaniem przez wał wody na stronę odpowietrzną (tereny zalewowe). Obłożenie darnią ma zapobiegać wymywaniu przez wodę oraz umocnieniu skarpy. Jednocześnie poważnym zagrożeniem dla wałów są zwierzęta kopiące w wałach nory, bowiem może to prowadzić do utraty spoistości konstrukcji i jej rozmycia.
Rozstawa między wałami przeciwpowodziowymi zależy od przepływu miarodajnego o określonym prawdopodobieństwie wystąpienia Qp% (najczęściej wały projektuje się na wodę stuletnią p=1%).
Na szczycie wału, w pewnych odstępach stawiano strażnice wałowe.

## Rodzaje wałów
Rodzaje wałów przeciwpowodziowych:
- Wał główny
- Wał wsteczny
- Wał pierścieniowy
- Wał zarzucony
- Wał skrzydełkowy
- Wał półkolisto-przylegający
- Wał działowy
- Wał zawieszony
- Wał kierujący